# ATS D4
L'ATS D4 fu una vettura di Formula 1 che esordì nella stagione 1980 e corse anche in quella successiva. Spinta da un tradizionale motore Ford Cosworth DFV, adottava un cambio Hewland FGA 400, e fu concepita da Gustav Brunner e Tim Wadrop.
A differenza della ATS D3 non ottenne punti nelle 16 gare in cui fu iscritta. La miglior prestazione in gara fu l'ottavo posto di Marc Surer nel Gran Premio degli Stati Uniti-Est 1980. In qualifica conquistò con Jan Lammers, chiamato a sostituire l'infortunato Surer, la quarta posizione nel Gran Premio degli Stati Uniti-Ovest 1980, miglior risultato in qualifica per la scuderia tedesca. In entrambi i campionati il team schierò una sola vettura ad eccezione dei gran premi di Germania 1980 e San Marino 1981, quando una seconda D4 fu affidata rispettivamente ad Harald Ertl e a Slim Borgudd.

## Risultati
| Anno | Team     | Motore            | Gomme | Piloti  |  |  |    |     |    |    |     |     |    |    |    |     |    |   | Punti | Pos. |
| ---- | -------- | ----------------- | ----- | ------- |  |  | -- | --- | -- | -- | --- | --- | -- | -- | -- | --- | -- | - | ----- | ---- |
| 1980 | Team ATS | Ford Cosworth DFV | G     | Surer   |  |  | NQ | INF |    |    | Rit | Rit | 12 | 12 | 10 | Rit | NQ | 8 | 0     | -    |
| 1980 | Team ATS | Ford Cosworth DFV | G     | Lammers |  |  |    | Rit | 12 | NC |     |     |    |    |    |     |    |   | 0     | -    |
| 1980 | Team ATS | Ford Cosworth DFV | G     | Ertl    |  |  |    |     |    |    |     |     | NQ |    |    |     |    |   | 0     | -    |

| Anno | Team     | Motore            | Gomme | Piloti  |     |    |    |    |  |  |  |  |  |  |  |  |  |  |  | Punti | Pos. |
| ---- | -------- | ----------------- | ----- | ------- | --- | -- | -- | -- |  |  |  |  |  |  |  |  |  |  |  | ----- | ---- |
| 1981 | Team ATS | Ford Cosworth DFV | M     | Lammers | Rit | NQ | 12 | NQ |  |  |  |  |  |  |  |  |  |  |  | 1     | 13º  |
| 1981 | Team ATS | Ford Cosworth DFV | M     | Borgudd |     |    |    | 13 |  |  |  |  |  |  |  |  |  |  |  | 1     | 13º  |

| Legenda | 1º posto     | 2º posto | 3º posto    | A punti         | Senza punti/Non class.  | Grassetto – Pole position Corsivo – Giro più veloce |
| Legenda | Squalificato | Ritirato | Non partito | Non qualificato | Solo prove/Terzo pilota | Grassetto – Pole position Corsivo – Giro più veloce |